# Xã Oakwood, Quận Wabasha, Minnesota
Xã Oakwood (tiếng Anh: Oakwood Township) là một xã thuộc quận Wabasha, tiểu bang Minnesota, Hoa Kỳ. Năm 2010, dân số của xã này là 405 người.